# بطولة العالم للدراجات على المضمار 1974
بطولة العالم للدراجات على المضمار 1974 هي الدورة ال71 من بطولة العالم للدراجات على المضمار، أجريت في مونتريال، كندا.

## النتائج النهائية
| المسابقة                              | ذهبية                     | فضية                     | برونزية                      |
| ------------------------------------- | ------------------------- | ------------------------ | ---------------------------- |
| الرجال                                |                           |                          |                              |
| السرعة الفردية                        | بيدير بيدرسن (دراج) (DEN) | جون نيكلسون (دراج) (AUS) | Robert Van Lancker (BEL)     |
| سباق المطاردة الفردية                 | Roy Schuiten (هولندا)     | فيرديناند براك (بلجيكا)  | رينيه بينين (هولندا)         |
| سباق مطاردة الدراجة النارية للهواة    | جان بروير (FRG)           | Martin Venix (NED)       | Miguel Espinós (ESP)         |
| سباق مطاردة الدراجة النارية للمحترفين | سيس ستام (NED)            | Theo Verschueren (BEL)   | Attilio Benfatto (ITA)       |
| السيدات                               |                           |                          |                              |
| السرعة الفردية                        | Tamara Piltsikova (URS)   | Sue Novarra (USA)        | Galina Tsareva (URS)         |
| سباق المطاردة الفردية                 | تمارا جاركوشينا (URS)     | مارتينا سميرنوفا (URS)   | Keetie van Oosten-Hage (NED) |